# رهبان (الرجم)

تعديل مصدري - تعديل

رهبان هي إحدى قرى عزلة الجرادي بمديرية الرجم التابعة لمحافظة المحويت، بلغ تعداد سكانها 234 نسمة حسب تعداد اليمن لعام 2004.